# Mis queridísimos hijos
Mis queridísimos hijos (titulada originalmente en francés: Mes très chers enfants, lit. 'Mis muy queridos hijos') es una película francesa dirigida por Alexandra Leclère, estrenada en 2021.

## Trama
Chantal y Christian Blanc tienen dos hijos: Sandrine y Stéphane. Sin embargo, desde su partida a París, estos dos últimos nunca han tenido tiempo para dedicarlo a sus padres, llegando incluso a evitar sus llamadas telefónicas.
A medida que se acercan las vacaciones de Navidad, los niños planifican otros proyectos en lugar de la tradicional comida familiar. Este es un duro golpe para los padres Blanc, que están muy apegados a los valores familiares. Entonces tienen una gran idea para que sus hijos finalmente vuelvan a estar más cerca de ellos: Les dirán que han ganado varios millones de euros en la lotería.
Al enterarse de esta noticia, los niños, cuyas carreras profesionales siguen estancadas, son directamente hostigados y van a cenar con sus padres esa misma noche, viéndose ya a la cabeza de parte de las ganancias. Por su parte, Chantal y Christian no dudan en mostrar su «nuevo estilo de vida»: Cambio de imagen, relojes Rolex (comprados en un comerciante ambulante), ropa elegante (falsificada), un Lamborghini (alquilado a un precio elevado) y sesiones de pruebas en boutiques de lujo (sin comprar nada, Chantal afirma haber olvidado su billetera en casa). Sandrine se acerca a su madre «invitándola» a un lujoso almuerzo en La Tour d'Argent, pero su alegría cae a un pozo cuando se ve obligada a pagar la cuenta.
Poco después, Chantal y Christian organizan una comida en un restaurante para ofrecer los habituales regalitos navideños a sus hijos y luego contarles el chiste. Pero los hijos se enfurecen al ver los regalos por lo poco gastado en ellos y cortan ruidosamente los lazos con sus «padres burgueses gordos y tacaños».
Luego, los padres intentan reparar el daño sin admitir su mentira, Chantal regalando un bolso Chanel a su hija y Christian disfrazando el alquiler de un nuevo Ferrari como regalo para su hijo. Aunque al principio funciona, rápidamente se enfrentan a nuevos problemas: Sandrine deja a su novio Régis, del que era asistente dental, alquila una suite de lujo en el hotel Prince de Galles y cuenta con su madre para financiar su proyecto de salón de té con una inversión esperada de 1.000.000 de euros. En cuanto a Stéphane, se ve empujado «sútilmente» por su corrupto jefe, Édouard de Castignac, a invertir su parte de la herencia familiar en la empresa a cambio de un gran ascenso.
Es demasiado para el matrimonio Blanc que organizan un viaje de esquí por un período indefinido para escapar del desastre. Pero el engaño finalmente se descubre y los niños vuelven a romper todo vínculo con sus padres. Sandrine debe pagar parte de la cuenta del hotel entregando su bolso a la recepcionista y Stéphane es rápidamente despedido de su trabajo, conservando el respeto y la admiración de su secretaria Valérie. Esto, al igual que Régis con Sandrine, le hace ver la importancia de la familia y la posibilidad de tener unos padres amorosos todavía vivos. Finalmente, la familia se reconcilia en Nochebuena, y los niños realizan una conmovedora actuación de karaoke para sus padres con la melodía de Mon vieux.
Un año más tarde, Sandrine y Stéphane abrieron su propio negocio, sin dejar de estar cerca de sus padres. Pero un día, Christian gana 1.000.000 de euros gracias a un billete rasca y gana. ¿Deberían los padres informar a sus hijos o embolsarse el dinero ellos mismos...?

## Ficha técnica
- Título original : Mes très chers enfants (Mis queridísimos hijos)
- Realización: Alexandra Leclère
- Música: Philippe Rombi
- Fotografía: Jean-Marc Fabre
- Asamblea: Florent Vassault
- Decoraciones:Carlos Conti
- Trajes: Fabienne Katany
- Sonido: Cédric Deloche
- Producción: Olivier P. Kan
- Compañías de producción: UGC, Francia 2 Cine
- Empresa distribuidora: Distribución UGC
- País de producción:  Francia
- Idioma original: Francés
- Formato: color — 1,85:1
- Género: comedia
- Duración: 95 minutos
- Fecha de lanzamiento:
  - Francia, Bélgica, Suiza francófona:15 de diciembre de 2021 en cines.
  - España: 1 de julio de 2022 en cines.

## Elenco
- Josiane Balasko: Chantal Blanc
- Didier Bourdon: Christian Blanc, marido de Chantal
- Marilou Berry: Sandrine Blanc, hija de Chantal y Christian, secretaria médica
- Ben: Stéphane Blanc, hijo de Chantal y Christian, hermano de Sandrine
- Laurent Stocker : Édouard de Castignac, el jefe de Stéphane
- Estéban: Régis, compañero de Sandrine, dentista
- Joséphine de Meaux : Valérie, secretaria de Édouard
- Lise Lamétrie: Madame Clutaine, directora de la sucursal bancaria

## Recreaciones
El largometraje francés ha tenido tres adaptaciones. El primer remake fue la versión italiana, dirigida por Giovanni Bognetti con el título La familia tiene un precio (originalmente en italiano: Natale a tutti i costi, lit. 'Navidad a cualquier precio') estrenada en 2022, cuenta demás con una secuela de 2024, Ricchi a tutti i costi. El segundo remake fue la versión mexicana dirigida por Emilio Portes con el título El Precio de Educarlos  estreanda el 11 de octubre de 2024. Y el tercer remake es la versión española dirigida por Susan Béjar con el título Un lío de millones (originalmente, Mis hijos valen oro), grabada en 2024 y estrenada el 20 de diciembre de 2024.